# Sara Simeoni
Sara Simeoni (Rivoli Veronese, 19 april 1953) is een voormalige Italiaanse atlete, die zich had toegelegd op het hoogspringen. Ze nam vier keer deel aan de Olympische Spelen, werd eenmaal olympisch kampioene en veroverde daarnaast nog tweemaal olympisch zilver. Bovendien was zij gedurende een viertal jaren houdster van het wereldrecord en veroverde zij vijf Europese titels, waaronder vier indoortitels. Haar atletiekcarrière omvat een periode van 22 jaar. Simeoni was een van de eersten die overging op de Fosburyflop-techniek.

## Biografie

### Eerste internationale ervaringen
Sara Simeoni nam voor het eerst in 1970 deel aan een internationaal kampioenschapstoernooi. Op de allereerste Europese jeugdkampioenschappen in Parijs werd zij met 1,70 m vijfde achter de vijftienjarige Nederlandse Mieke van Doorn, die zegevierde met een sprong over 1,74. Een jaar later kwam de Italiaanse heel wat hoger, toen zij op de Europese kampioenschappen in Helsinki negende werd met een beste sprong van 1,78. Ze was toen al hoog en breed nationaal recordhoudster hoogspringen; in 1970 had zij dit met 1,71 voor de eerste maal gevestigd en in haar hele carrière zou zij het Italiaanse record nog twintigmaal bijstellen.

### Olympisch debuut en eerste successen
In 1972 nam Sara Simeoni voor de eerste maal in München deel aan de Olympische Spelen. Ze werd er, in de schaduw van de zestienjarige winnares Ulrike Meyfarth, die met 1,92 een wereldrecord vestigde, zesde met 1,85.
Terwijl Simeoni in eigen land al op weg was naar een verzameling nationale titels die zich zou uitstrekken tot ver in de jaren tachtig, timmerde zij na München ook internationaal steeds meer aan de weg. Weliswaar had zij op de Europese indoorkampioenschappen van 1973 en 1974 nog met bescheiden klasseringen genoegen moeten nemen, maar intussen veroverde de Italiaanse op de universiade van 1973 een bronzen plak, een jaar later gevolgd door eveneens brons bij de EK in Rome met een sprong over 1,89, achter Rosemarie Witschas, die met 1,95 een wereldindoorrecord vestigde en Milada Karbanová (tweede met 1,91).
In 1975 werd zij bij de EK indoor in het Poolse Katowice van een derde bronzen plak weerhouden door de Nederlandse Annemieke Bouma, die haar met een sprong over 1,80 de pas afsneed. Achter de opnieuw ongenaakbare Rosemarie Witschas, inmiddels getrouwd en omgedoopt tot Rosemarie Ackermann (eerste met 1,92) en de Française Marie-Christine Debourse (tweede met 1,83) kwam Simeoni net als Bouma en samen met nog enkele andere hoogspringsters weliswaar tot 1,80, maar alleen de Nederlandse had deze hoogte al bij haar eerste poging gehaald.

### Olympisch zilver
In 1976 boekte Sara Simeoni op de Olympische Spelen van Montreal haar eerste echt grote succes door bij het hoogspringen tweede te worden achter de nog steeds onbetwist beste van haar tijd, Rosemarie Ackermann. Opvallend was echter dat de Italiaanse met haar 1,91 ditmaal slechts 2 centimeter achterbleef op haar rivale. De wedstrijd in Montreal bleek een thriller die pas na meer dan vier uur springen zijn hoogtepunt bereikte, toen zowel Rosemarie Ackermann als Sara Simeoni en de Bulgaarse Jordanka Blagojeva de 1,91 hadden overbrugd. Uiteindelijk besliste de Oost-Duitse de wedstrijd toch weer in haar voordeel door als enige met haar fraaie straddletechniek over 1,93 te springen, een olympisch record. Flopspringster Sara Simeoni had echter definitief haar visitekaartje afgegeven.

### Alleenheerschappij
Vanaf toen waren de rollen omgedraaid. In 1977 startte Simeoni een zegereeks die tot 1982 zou voortduren en waarbij de Italiaanse alles won wat er aan belangrijks te winnen viel, met als enige ‘smet’ op haar blazoen de bronzen medaille op de universiade in 1979 in Mexico Stad achter de Hongaarse Andrea Mátay, eerste met 1,94 en Ulrike Meyfarth, tweede met 1,92, net als Simeoni. Soms had ze geluk bij haar overwinningen. Zoals op de EK van 1978 in Praag, waar zij met een sprong over 2,01 haar eigen wereldrecord, dat zij eerder die maand in Brescia had gevestigd, evenaarde. Dat deed Rosemarie Ackermann echter ook en die zou hebben gewonnen, ware het niet dat toen de Oost-Duitse juichte, de landingsmat een van de twee staanders raakte, waardoor de lat alsnog viel. Hierdoor moest Ackermann zich tevreden stellen met 1,99 en het zilver.
De 2,01 van Simeoni zou het als wereldrecord vier jaar lang uithouden, totdat het in 1982 werd verbeterd tot 2,02 door Ulrike Meyfarth. Als Italiaans record was Simeoni’s prestatie een veel langer leven beschoren, want pas in 2007, na 29 jaar, wist Antonietta Di Martino dit te verbeteren tot 2,02.

### Grootste triomf
Op de Olympische Spelen van 1980 in Moskou beleefde Sara Simeoni de grootste triomf van haar carrière door met een sprong over 1,97, een verbetering van het olympische record van haar rivale Rosemarie Ackermann, de olympische titel in de wacht te slepen. Ackermann zelf, op de weg terug na een hele serie operaties, werd overigens met 1,91 vierde. Het was de laatste prestatie op een groot toernooi van de Oost-Duitse, die na Moskou haar loopbaan beëindigde.
Simeoni, die inmiddels ook al heel wat atletiekjaren achter de rug had, ging echter door en won in 1981 de Europese indoortitel met dezelfde hoogte als waarmee ze in Moskou olympisch kampioene was geworden, 1,97. Op de universiade in Boedapest zette zij vervolgens haar misstap van twee jaar eerder recht door ditmaal weer wel de gouden medaille te veroveren. Haar winnende hoogte, 1,96, lag slechts één centimeter onder het niveau van de Spelen in Moskou en de EK indoor van Grenoble.

### Tweede zilveren medaille op vierde OS
Daarna verstoorden spierblessures de voortgang van Simeoni’s carrière. Op de EK van 1982 in Athene kwam zij mede daardoor, met een respectabele 1,97 overigens, niet verder dan de bronzen medaille, waarbij tot overmaat van ramp winnares Ulrike Meyfarth met haar winnende sprong van 2,02 al doende haar tevens het wereldrecord ontnam. Opvallend hoe de carrières van deze twee topspringsters zo van het begin tot het eind met elkaar verweven waren. Want ook twee jaar later, op de Olympische Spelen in Los Angeles, was het opnieuw dit tweetal dat van het hoogspringen een thriller maakte. Simeoni, die tijdens de openingsceremonie vlaggendraagster van de Italiaanse afvaardiging was geweest, wist in Los Angeles voor het eerst sinds 1978 de 2 meter weer te overschrijden. De drie jaar jongere Meyfarth repliceerde echter met een sprong over 2,02 en daarmee was het pleit wederom in het voordeel van de West-Duitse beslecht.

### Einde atletiekloopbaan
Simeoni ging daarna nog enkele jaren door, maar verzamelde nog slechts nationale titels, waarmee ze tot en met 1986 het totaal aantal nationale kampioenschappen op 25 bracht. Nadat zij op de EK van 1986 in Stuttgart niet door de kwalificatieronde was gekomen, beëindigde zij haar imposante atletiekloopbaan. Nog in datzelfde jaar werd zij tv-presentatrice bij een Italiaans sportprogramma.
Sara Simeoni, die is getrouwd met en haar trainer, oud-hoogspringer Erminio Azzaro (brons op de EK van 1969), wordt algemeen beschouwd als een van de allerbeste Italiaanse atletes aller tijden.

## Titels
- Olympisch kampioene hoogspringen – 1980
- Europees kampioene hoogspringen – 1978
- Europees indoorkampioene hoogspringen – 1977, 1978, 1980, 1981
- Universitair kampioene hoogspringen – 1977, 1981
- Middellandse Zeespelen kampioene hoogspringen – 1975, 1979
- Italiaans kampioene hoogspringen - 1970, 1971, 1972, 1973, 1974, 1975, 1976, 1977, 1978, 1979, 1980, 1982, 1983, 1985
- Italiaans kampioene vijfkamp - 1972
- Italiaans indoorkampioene hoogspringen - 1970, 1971, 1973, 1974, 1975, 1977, 1978, 1980, 1981, 1986

## Persoonlijk record
| Onderdeel    | Prestatie      | Datum           | Plaats  |
| ------------ | -------------- | --------------- | ------- |
| hoogspringen | 2,01 m (ex-WR) | 4 augustus 1978 | Brescia |

## Palmares

### hoogspringen
- 1970:  Italiaanse indoorkamp. – 1,64 m
- 1970:  Italiaanse kamp. – 1,73 m
- 1970: 5e EJK te Parijs – 1,70 m
- 1971:  Italiaanse indoorkamp. – 1,68 m
- 1971:  Italiaanse kamp. – 1,76 m
- 1971:  Middellandse Zeespelen – 1,74 m
- 1971: 9e EK te Helsinki – 1,78 m
- 1972:  Italiaanse kamp. – 1,71 m
- 1972: 6e OS – 1,85 m
- 1973:  Italiaanse indoorkamp. – 1,81 m
- 1973: 9e EK indoor te Rotterdam – 1,82 m
- 1973:  Italiaanse kamp. – 1,80 m
- 1973:  Universiade – 1,81 m
- 1974:  Italiaanse indoorkamp. – 1,80 m
- 1974: 11e EK indoor te Göteborg – 1,75 m
- 1974:  Italiaanse kamp. – 1,80 m
- 1974:  EK te Rome – 1,89 m
- 1975:  Italiaanse indoorkamp. – 1,80 m
- 1975: 4e EK indoor te Katowice – 1,80 m
- 1975:  Italiaanse kamp. – 1,87 m
- 1975:  Middellandse Zeespelen – 1,89 m
- 1975:  Universiade – 1,88 m
- 1976:  Italiaanse kamp. – 1,90 m
- 1976:  OS – 1,91 m
- 1977:  Italiaanse indoorkamp. – 1,88 m
- 1977:  EK indoor te San Sebastián – 1,92 m
- 1977:  Italiaanse kamp. – 1,90 m
- 1977:  Universiade – 1,92 m
- 1978:  Italiaanse indoorkamp. – 1,95 m
- 1978:  EK indoor te Milaan – 1,94 m
- 1978:  Italiaanse kamp. – 1,95 m
- 1978:  EK te Praag – 2,01 m
- 1979:  Italiaanse kamp. – 1,90 m
- 1979:  Middellandse Zeespelen – 1,98 m
- 1979:  Universiade – 1,92 m
- 1980:  Italiaanse indoorkamp. – 1,96 m
- 1980:  EK indoor – 1,95 m
- 1980:  Italiaanse kamp. – 1,90 m
- 1980:  OS – 1,97 m
- 1981:  Italiaanse indoorkamp. – 1,91 m
- 1981:  EK indoor te Grenoble – 1,97 m
- 1981:  Universiade – 1,96 m
- 1982:  Italiaanse kamp. – 1,85 m
- 1982:  EK te Athene – 1,97 m
- 1983:  Italiaanse kamp. – 1,86 m
- 1983: 9e in kwal. WK – 1,84 m
- 1984:  OS – 2,00 m
- 1985:  Italiaanse kamp. – 1,89 m
- 1986:  Italiaanse indoorkamp. – 1,92 m
- 1986: .. in kwal. EK te Stuttgart – 1,86 m

### vijfkamp
- 1972:  Italiaanse kamp. – 3578 p

1928: Ethel Catherwood ·
1932: Jean Shiley ·
1936: Ibolya Csák ·
1948: Alice Coachman ·
1952: Esther Brand ·
1956: Mildred McDaniel ·
1960: Iolanda Balaș ·
1964: Iolanda Balaș ·
1968: Miloslava Rezková ·
1972: Ulrike Meyfarth ·
1976: Rosemarie Ackermann ·
1980: Sara Simeoni ·
1984: Ulrike Meyfarth ·
1988: Louise Ritter ·
1992: Heike Henkel ·
1996: Stefka Kostadinova ·
2000: Jelena Jelesina ·
2004: Jelena Slesarenko ·
2008: Tia Hellebaut ·
2012: Anna Tsjitsjerova ·
2016: Ruth Beitia ·
2020: Maria Lasitskene ·
2024: Jaroslava Mahoetsjich
- World Athletics: 14355618
- Istituto Centrale per il Catalogo Unico: CFIV028362
- Virtual International Authority File: 90129493